# Giovanni Francesco Cassioni

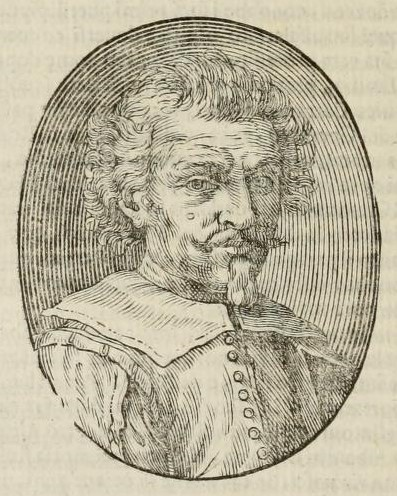
Ritratto di Emilio Savonanzi eseguito da Cassioni

Giovanni Francesco Cassioni, anche riportato come Cassione (Bologna, ... – ...; fl. XVII secolo), è stato un incisore italiano.

## Biografia
Fece alcuni ritratti di pittori per Carlo Cesare Malvasia, da usare nella sua Felsina Pittrice nel 1678.